# Detlef Leenen
Detlef Leenen (* 1942 in Liegnitz, Schlesien) ist ein deutscher Zivilrechtler und ehemaliger Professor an der Freien Universität Berlin.
Bekanntheit erlangte er insbesondere durch seine Arbeit auf dem Gebiet des Vertragsrechts, des Handelsrechts sowie der Juristischen Methodenlehre.

## Leben
Im Rahmen eines Austauschprogramms des American Field Service (AFS) absolvierte er in den Jahren 1959 bis 1961 einen High-School-Abschluss an der Loomis School in Windsor im US-Bundesstaat Connecticut. 1961 folgte das Abitur am Humanistischen Gymnasium St. Anna in Augsburg. Das Studium der Rechtswissenschaften in München (Staatsexamina 1966 bzw. 1972) wurde für ein kurzfristig aufgenommenes und ebenso schnell abgebrochenes Studium der Mathematik unterbrochen. Leenens eigenen Erklärungen zufolge erschloss sich ihm erst durch diese vorübergehende Beschäftigung mit den Naturwissenschaften die Logik der Rechtswissenschaften. 1971 promovierte er in München und arbeitete als Wissenschaftlicher Assistent sowohl für Karl Larenz als auch für Claus-Wilhelm Canaris. 1982 folgte die Habilitation und er erhielt die Lehrbefugnis für die Fächer Bürgerliches Recht, Handelsrecht, Rechtstheorie und Methodenlehre.
Leenen wurde 1982 zum ordentlichen Professor an der Freien Universität Berlin ernannt, wo er in den Jahren 1998/99 Dekan des Fachbereichs Rechtswissenschaften war. Er lehrte außerdem an der Universidade Federal de Minas Gerais, Brasilien, der University of Miami School of Law sowie an der Tulane University School of Law. Darüber hinaus war er regelmäßiger Dozent an der University of Connecticut School of Law und dort insbesondere an der Entwicklung und Erhaltung von diversen Austauschprogrammen zwischen der Freien Universität Berlin und der University of Connecticut beteiligt.

## Schriften
- Bestimmtheitsgrundsatz und Vertragsänderungen durch Mehrheitsbeschluss im Recht der Personengesellschaften, in: Uwe Diederichsen, Claus-Wilhelm Canaris (Hg.), Festschrift für Karl Larenz zum 80. Geburtstag 1983, S. 371–393.
- Darlehen. Lexikon des Rechts (Luchterhand), Gruppe 14/60 (1988).
- Factoring. Lexikon des Rechts (Luchterhand), Gruppe 14/110 (1988).
- Finanzierte Abzahlungsgeschäfte. Lexikon des Rechts (Luchterhand), Gruppe 14/120 (1988).
- Leasing. Lexikon des Rechts (Luchterhand), Gruppe 14/210 (1988).
- Die Verjährung von Mängelansprüchen, in: Barbara Dauner-Lieb, Horst Konzen, Karsten Schmidt (Hg.), Das neue Schuldrecht in der Praxis, 2003, S. 105–122.
- Willenserklärung und Rechtsgeschäft in der Regelungstechnik des BGB, in: Andreas Heldrich, Jürgen Prölss, Ingo Koller (Hg.), Festschrift für Claus-Wilhelm Canaris, 2007, Band 1, S. 699–727; Übersetzung ins Japanische von Koji Masui, Nihon Hogaku Journal of Law, Vol. 75 (2009).
- Faktischer und normativer Konsens, in: Christian Armbrüster, Claus-Wilhelm-Canaris, Martin Häublein, Dominik Klimke (Hg.), Recht genau, Liber Amicorum für Jürgen Prölss, 2009, S. 153–175.
- BGB Allgemeiner Teil: Rechtsgeschäftslehre, de Gruyter Lehrbuch (Mai 2011).